# Mickey Mouse Funhouse
Mickey Mouse Funhouse es una serie de televisión infantil de animación por computadora estadounidense basada en Mickey Mouse y personajes relacionados, enfocada principalmente para un público preescolar. La serie debutó con un especial el 16 de julio de 2021, seguido de su estreno oficial en Disney Junior el 20 de agosto de 2021.

## Sinopsis
Mickey Mouse regresa con sus amigos Minnie Mouse, Pato Donald, Pata Daisy, Goofy y Pluto. Los amigos conocen a Funny, una casa de juegos encantada que habla. Funny transporta mágicamente al grupo de amigos a una variedad de destinos que les permite embarcarse en aventuras únicas en esa tierra. También puede cambiar su forma y apariencia para adaptarse al nuevo entorno, e incluso puede proyectar su rostro en cualquier superficie para comunicarse con Mickey y sus amigos.

## Producción

### Desarrollo
Mickey Mouse Funhouse comenzó su producción en  2020, una nueva serie animada de Disney Junior que se estrenaría en 2021, la serie fue anunciada el 1 de octubre de 2020. Producida por Disney Television Animation, la serie fue desarrollada por el productor ejecutivo Phil Weinstein, como así como el coproductor ejecutivo Thomas Hart y el editor de historia Mark Drop, que había trabajado anteriormente en Mickey Mouse Mixed-Up Adventures como parte del equipo creativo. la nueva serie introduciria un personaje adicional Funny. Cada episodio de la serie presentará dos historias de 11 minutos separados por un interludio regular de "pausa de baile". El 19 de octubre de 2021, Disney Junior renovó la serie para una segunda temporada, que debutó el 4 de noviembre de 2022. El 15 de junio de 2022, Disney Junior renovó la serie para una tercera temporada.

### Casting
El elenco principal es el mismo del programa anterior incluido Bret Iwan como Mickey Mouse, Kaitlyn Robrock como Minnie Mouse (reemplazando a Russi Taylor debido a su muerte en 2019), Tony Anselmo regresar como el Pato Donald  después de ser reemplazando por Daniel Ross en Mickey Mouse: Mix de Aventuras, Tress MacNeille como la Pata Daisy, Bill Farmer como Goofy y se unen Harvey Guillén, que le daría voz al personaje de Funny, la casa de la diversión, una casa de juegos encantada, entre otros. Este programa marca la última vez que Will Ryan interpretó a Willie el Gigante antes de su muerte en noviembre de 2021.

### Animación
Alan Bodner, quién trabajó en "Enredados otra vez: la serie", se desempeña como el director de arte de la serie. Para su dirección de "Mickey the Brave!", Bodner declaró que se inspiró en Mickey Mouse Club, recordando los decorados coloridos e imaginativos. La animación también fue influenciada por la colorida y fantástica obra de arte presentada en Alicia en el país de las maravillas.

### Estreno
Mickey Mouse Funhouse se estrenó con un especial en Horario central titulado "Mickey the Brave!" el 16 de julio de 2021 en Disney Junior. Este episodio fue lanzando en Disney+ el 23 de julio de 2021. 
La serie completa se estrenó el 20 de agosto de 2021 con una transmisión simultánea en Disney Junior y Disney Channel. La serie se estrenó en Disney+ el 10 de noviembre de 2021. En Latinoamérica la serie se estrenó oficialmente el 17 de noviembre de 2021 en Disney+ y en Disney Junior se estrenó el 14 de febrero de 2022. Un especial de Horario central titulado "Pirate Adventure" se estrenará en agosto de 2022.

## Reparto y personajes

### Principal
- Bret Iwan como Mickey Mouse[17] y Mickey marciano[18][19]
- Kaitlyn Robrock como Minnie Mouse,[17] Minnie marciana[18][19] y Cosmo Cockroach[20]
- Tony Anselmo como Pato Donald[17]
- Tress MacNeille como Pata Daisy y Chip[17]
- Bill Farmer como Goofy, Pluto, Horace Horsecollar[17] y Mayor McBeagle[21]
- Harvey Guillén como Funny[17]
- Jim Cummings como Pete[17]
- Corey Burton como Ludwing von Pato y Dale[17]
- April Winchell como Clarabella[17] y Hilda[22]
- Nika Futterman como Cuckoo Loca[10]

### Recurrente
- Jan Johns como  Farfus,[10] Goldie,[23] Sunny,[24] Seabiscuit & Bubbles,[25] Mamie[26] y Chickie Boo Boo[27]
- Brock Powell como Sneezel,[10] Teddy,[18][28][29][19] Lefty[30] y el Espejo mágico[31]
- Frank Welker como Figaro[23]
- Dee Bradley Baker como Yeti[23][32][33][34][21]
- Rogelio Douglas Jr. como Trovador real[28]
- Richard Kind como Cheezel[18][28][29][19]
- Jenifer Lewis como Wheezelene[18][28][29][19]
- Jaime Camil como Rocket Mouse[20]
- Kayvan Novak cómo Trolland[28]
- Mickey Guyton como Wanda Warbler[34]
- Will Ryan como Willie el Gigante[29]
- Amanda Seales como  Annie the Giant[27]
- Maurice LaMarche como Mortimer mouse[30]
- Sivan Alyra Rose como Crystal Clearwater[21]
- Sonal Shan como Jinn[27]

### Apariciones de invitados
- Daniel Ross como Zoop Bloop[18]
- John Stamos como Captain Salty Bones[35]
- Roz Ryan como Talía[36]
- Lillias White como Calíope[36]

## Episodios

### Temporadas
| Temporada | Temporada | Episodios | Estreno original       | Estreno original     |
| Temporada | Temporada | Episodios | Comienzo               | Final                |
| --------- | --------- | --------- | ---------------------- | -------------------- |
|           | 1         | 26        | 16 de julio de 2021    | 7 de octubre de 2022 |
|           | 2         | -         | 4 de noviembre de 2022 | -                    |

### Temporada 1 (2021-22)
| Serie # | Temp. # | Título                             | Estreno original         | Código | Audiencia |
| ------- | ------- | ---------------------------------- | ------------------------ | ------ | --------- |
| 1       | 1       | «Mickey the Brave!»                | 16 de julio de 2021      | 101    | 0.29      |
| 2a      | 2a      | «Homesick!»                        | 20 de agosto de 2021     | 102    | 0.29      |
| 2b      | 2b      | «Goldfish Goofy!»                  | 20 de agosto de 2021     | 102    | 0.29      |
| 3a      | 3a      | «Spaced Out!»                      | 20 de agosto de 2021     | 103    | 0.29      |
| 3b      | 3b      | «Treasure, Ahoy!»                  | 20 de agosto de 2021     | 103    | 0.29      |
| 4a      | 4a      | «Is There a Plumber in the House?» | 27 de agosto de 2021     | 104    | 0.25      |
| 4b      | 4b      | «A Fish Tale»                      | 27 de agosto de 2021     | 104    | 0.25      |
| 5a      | 5a      | «Minnie Goes Ape!»                 | 3 de septiembre de 2021  | 105    | 0.21      |
| 5b      | 5b      | «Dino Doggies!»                    | 3 de septiembre de 2021  | 105    | 0.21      |
| 6a      | 6a      | «Troll Trouble!»                   | 24 de septiembre de 2021 | 106    | 0.33      |
| 6b      | 6b      | «The Sunny Gulch Games»            | 24 de septiembre de 2021 | 106    | 0.33      |
| 7a      | 7a      | «Minnie’s Big Delivery»            | 15 de octubre de 2021    | 107    | 0.21      |
| 7b      | 7b      | «The Wandrin' Warbler»             | 15 de octubre de 2021    | 107    | 0.21      |
| 8a      | 8a      | «Mickey and the Cornstalk!»        | 19 de noviembre de 2021  | 108    | 0.27      |
| 8b      | 8b      | «King Mickey!»                     | 19 de noviembre de 2021  | 108    | 0.27      |
| 9a      | 9a      | «Bottled Up!»                      | 3 de diciembre de 2021   | 109    | 0.33      |
| 9b      | 9b      | «Minnie's Fairy Tale!»             | 3 de diciembre de 2021   | 109    | 0.33      |
| 10a     | 10a     | «Daisy & Goofy Clean Up!»          | 14 de enero de 2022      | 110    | 0.21      |
| 10b     | 10b     | «Crayon World!»                    | 14 de enero de 2022      | 110    | 0.21      |
| 11a     | 11a     | «The Summer Snow Day»              | 25 de febrero de 2022    | 113    | 0.19      |
| 11b     | 11b     | «Sunny The Snowman»                | 25 de febrero de 2022    | 113    | 0.19      |
| 12a     | 12a     | «Maybe I'm A Maze»                 | 11 de marzo de 2022      | 114    | 0.27      |
| 12b     | 12b     | «Land of the Lost… Socks»          | 11 de marzo de 2022      | 114    | 0.27      |
| 13a     | 13a     | «Crystal Clear Waters»             | 25 de marzo de 2022      | 115    | 0.20      |
| 13b     | 13b     | «The Big Funhouse Sleepover»       | 25 de marzo de 2022      | 115    | 0.20      |
| 14a     | 14a     | «Ducks Inn Trouble!»               | 8 de abril de 2022       | 116    | 0.14      |
| 14b     | 14b     | «Polka Dots and Don'ts»            | 8 de abril de 2022       | 116    | 0.14      |
| 15a     | 15a     | «The Mighty Goof!»                 | 29 de abril de 2022      | 117    | 0.18      |
| 15b     | 15b     | «Playtime in Crayon World»         | 29 de abril de 2022      | 117    | 0.18      |
| 16a     | 16a     | «The Music of the Seasons»         | 13 de mayo de 2022       | 118    | 0.18      |
| 16b     | 16b     | «Mermaids to the Rescue»           | 13 de mayo de 2022       | 118    | 0.18      |
| 17a     | 17a     | «Festival of Heroes!»              | 3 de junio de 2022       | 119    | 0.09      |
| 17b     | 17b     | «I Wander Where Warbler Went?»     | 3 de junio de 2022       | 119    | 0.09      |
| 18a     | 18a     | «The Fantabulous Five (Plus One)!» | 24 de junio de 2022      | 120    | 0.21      |
| 18b     | 18b     | «Mickey Meets Rocket Mouse!»       | 24 de junio de 2022      | 120    | 0.21      |
| 19a     | 19a     | «Batteries Included»               | 22 de julio de 2022      | 121    | 0.12      |
| 19b     | 19b     | «Mickey and Minnie: On Ice!»       | 22 de julio de 2022      | 121    | 0.12      |
| 20a     | 20a     | «Rain, Rain, Go Away»              | 12 de agosto de 2022     | 123    | 0.12      |
| 20b     | 20b     | «Donald's Razzle Dazzle Deal!»     | 12 de agosto de 2022     | 123    | 0.12      |
| 21      | 21      | «Pirate Adventure»                 | 19 de agosto de 2022     | 126    | 0.19      |
| 22a     | 22a     | «Daisy and the Muses»              | 2 de septiembre de 2022  | 124    | 0.22      |
| 22b     | 22b     | «Keep on the Ball»                 | 2 de septiembre de 2022  | 124    | 0.22      |
| 23a     | 23a     | «Farfus' Family!»                  | 9 de septiembre de 2022  | 125    | 0.15      |
| 23b     | 23b     | «The Adventure Parade»             | 9 de septiembre de 2022  | 125    | 0.15      |
| 24a     | 24a     | «The Magic Mansion»                | 26 de septiembre de 2022 | 111    | 0.15      |
| 24b     | 24b     | «Funny's Road Trip!»               | 26 de septiembre de 2022 | 111    | 0.15      |
| 25a     | 25a     | «Fifty-Foot Pluto!»                | 29 de septiembre de 2022 | 112    | 0.21      |
| 25b     | 25b     | «A Big Giant Problem!»             | 29 de septiembre de 2022 | 112    | 0.21      |
| 26a     | 26a     | «Welcome to Giant Crab Island!»    | 7 de octubre de 2022     | 122    | 0.18      |
| 26b     | 26b     | «Ghosts of Haunted Gulch»          | 7 de octubre de 2022     | 122    | 0.18      |

### Temporada 2 (2022-presente)
| Serie # | Temp. # | Título                     | Estreno original        | Código | Audiencia |
| ------- | ------- | -------------------------- | ----------------------- | ------ | --------- |
| 27a     | 1a      | «The Enchanted Tea Party!» | 4 de noviembre de 2022  | 201    | -         |
| 27b     | 1b      | «Unhappy Campers»          | 4 de noviembre de 2022  | 201    | -         |
| 28a     | 2a      | «Heroes Clean Up!»         | 11 de noviembre de 2022 | 202    | -         |
| 28b     | 2b      | «Dino Duck!»               | 11 de noviembre de 2022 | 202    | -         |
| 29a     | 3a      | «Finding Treasure!»        | 18 de noviembre de 2022 | 203    | -         |
| 29b     | 3b      | «Witchy Worries»           | 18 de noviembre de 2022 | 203    | -         |